# ISO 216
| Série C | Série C    |
| ------- | ---------- |
| C0      | 917 × 1297 |
| C1      | 648 × 917  |
| C2      | 458 × 648  |
| C3      | 324 × 458  |
| C4      | 229 × 324  |
| C5      | 162 × 229  |
| C6      | 114 × 162  |
| C7/6    | 81 × 162   |
| C7      | 81 × 114   |
| C8      | 57 × 81    |
| C9      | 40 × 57    |
| C10     | 28 × 40    |
| DL      | 110 × 220  |

| Série A | Série A    |     | Série B     | Série B |
| ------- | ---------- | --- | ----------- | ------- |
| A0      | 841 × 1189 | B0  | 1000 × 1414 |         |
| A1      | 594 × 841  | B1  | 707 × 1000  |         |
| A2      | 420 × 594  | B2  | 500 × 707   |         |
| A3      | 297 × 420  | B3  | 353 × 500   |         |
| A4      | 210 × 297  | B4  | 250 × 353   |         |
| A5      | 148 × 210  | B5  | 176 × 250   |         |
| A6      | 105 × 148  | B6  | 125 × 176   |         |
| A7      | 74 × 105   | B7  | 88 × 125    |         |
| A8      | 52 × 74    | B8  | 62 × 88     |         |
| A9      | 37 × 52    | B9  | 44 × 62     |         |
| A10     | 26 × 37    | B10 | 31 × 44     |         |

La norme internationale ISO 216 (ICS no 85.080.10) définit les formats de papier normalisés par l'ISO. Formats utilisés dans la plupart des pays dans les années 2020 à l'exception des États-Unis et du Canada, cette norme définit notamment le format A4 qui correspond à une feuille rectangulaire de 21 cm de largeur sur 29,7 cm de longueur.

## Description des séries
En 1786, le scientifique allemand Georg Christoph Lichtenberg décrit les avantages que pouvait avoir le rapport de format de {\displaystyle {\sqrt {2}}} dans une lettre à Johann Beckmann.
Un premier standard fut adopté par la DIN en Allemagne en 1922, bien que certains formats (A2, A3, B3, B4 et B5) fussent adoptés antérieurement en France durant la Révolution française sur la proposition de Lazare Carnot. En 1798, le Directoire fixa ainsi des droits de timbre, notamment sur les documents administratifs des deux formats suivants :
- Grand registre : 420 × 594 mm
- Moyen papier : 297 × 420 mm

C’est-à-dire les formats A2 et A3.
Afin d'éviter de payer la taxe sur ces formats de papier, les imprimeurs français refusèrent d'utiliser cette norme en dehors de la Régie nationale produisant le papier timbré et filigrané destiné à faire foi en matière d'actes judiciaires et civils ou destinés aux effets de commerce. Il fallut attendre 1967 pour que ces dimensions se généralisent en France.
L'ISO 216 définit deux séries de formats de papier : A, B (dimensions ci-contre en millimètre). L'ISO 269 définissant la série C est principalement utilisée pour les enveloppes.
Chacune des séries est conçue de façon que la coupe en deux d'un feuillet au format X(n) donne le format X(n+1) c'est pourquoi le rapport largeur:hauteur de ces formats ISO est constant (1:√2) :
- La série A commence avec une feuille A0 (841 mm × 1 189 mm) dont la surface mesure exactement 0,999 949 m2, soit presque 1 m2 (surface identique à 16 feuilles A4)[3]. Ces dimensions sont obtenues en arrondissant au millimètre près celles obtenues pour une surface strictement égale à 1 mètre carré avec la contrainte de rapport de √2 mentionnée au-dessus (840,9 mm × 1 189,2 mm en arrondissant au dixième de millimètre). Le format A1 s'obtient en divisant par deux (en arrondissant au millimètre inférieur) la longueur du format A0 pour la largeur, et en prenant la largeur du format A0 comme longueur. La caractéristique supplémentaire du format A0 est que le rapport longueur largeur des formats A0 et A1 est égal (aux arrondis près). Par conséquent, ce rapport est égal à la racine carrée de 2, et c'est le même rapport pour tous les formats construits à partir du format A0 en réitérant la construction du format A1 à partir du format A0. On obtient ainsi les formats A2, A3, A4 et ainsi de suite. Le format A4, dit « 21×29,7 » (cm), est le plus communément employé en Europe. Le format A6 correspond à la taille d'une carte postale standard, qui entre juste dans les enveloppes dites improprement « A6 », puisqu'elles sont naturellement un peu plus grandes. Connaissant le grammage du papier, exprimé en grammes par m², il est aisé de déterminer le poids d'un bloc de feuilles. Ainsi, 16 feuilles A4 à 80 g/m2 pèsent 80 grammes, et une ramette de 250 feuilles A4 à 80 g/m2 pèse 1 250 g (250/16 × 80 g)[4]. Cette série a été étendue avec des formats plus grands que A0, pour les besoins de l'imprimerie. Ces formats plus grands se notent ainsi : 2A0, 4A0, etc. (respectivement 2 fois plus grand que A0 et 4 fois plus grand que A0 et ainsi de suite, en conservant toujours les mêmes proportions). Le format A0 vient à la base du format Aigle mis en place par Napoléon Bonaparte. Le format Aigle a été la base des cadastres de toutes les villes ou arrondissements de villes de France. Cela fut imposé par Napoléon pour des raisons de stratégie militaire : si l'échelle diffère d'un cadastre à l'autre, le format est adapté pour que tout cadastre puisse être utilisé sur une table de travail et être manipulable simplement avec une vue d'ensemble rapide (chose indispensable pour les stratèges de guerre).

- La série B est calculée de sorte que chaque dimension d'une feuille B(n) soit la moyenne géométrique des dimensions des feuilles A(n) et A(n+1). Elle commence donc avec une feuille B0 de largeur de un mètre exactement. Ce format permet d'élargir les marges de façon à y inscrire un feuillet de la série A de mêmes numéros.

- La série C est calculée comme la moyenne géométrique des feuilles des séries A et B de mêmes numéros. Plus économique que la série B avec des marges réduites, ce format permet aussi de contenir exactement les feuilles de la série A de mêmes numéros. C'est pourquoi cette série est principalement utilisée pour les enveloppes. Par exemple, un dossier au format A4 non plié tient parfaitement dans une enveloppe C4, quelques feuilles A4 pliées en 2 (donc au format A5) tiennent parfaitement dans une enveloppe C5, et une feuille A4 pliée en 4 (donc au format A6) tient parfaitement dans une enveloppe C6.

Le format d'enveloppe DL (« Divisé dans la Longueur ») au rapport 1:2 est idéal pour contenir des feuilles A4 pliées en 3, avec une marge supplémentaire suffisante de 5 millimètres de chaque côté. Le format C7/6 est un léger agrandissement de celui-ci, mieux adapté pour l'insertion automatique des feuilles dans les enveloppes, ou pour des épaisseurs plus importantes.
Le passeport standard est au format B7, la carte d'identité allemande est au format A7. Un troisième format est défini pour l'usage des cartes d'identité (par ISO/CEI 7810), le format ID-1 = 85,60 × 53,98 mm, utilisé aussi pour les cartes bancaires, les permis de conduire européen, et les fiches d'informations (y compris horaires de transports). Les formats plus grands ID-2 et ID-3 correspondent aux formats papiers A7 et B7.
Les formats B8 ou A8 sont adaptés aux jeux de cartes.
Les formats renversés A8, B9 (ou parfois A9) sont fréquents pour les cartes de visite.
Les formats plus petits sont destinés aux étiquettes prédécoupées, mais aujourd'hui on les trouve souvent en planches sur une même feuille A4, ou en petits rouleaux.
Mathématiquement, suivant les principes A0 = 1 m2 et longueur/largeur = √2, le format A4 est en fait défini comme étant :
{\displaystyle {\frac {1}{4}}{\sqrt {\frac {1}{\sqrt {2}}}}={\frac {1}{4{\sqrt[{4}]{2}}}}\approx 0,210}m  en largeur
{\displaystyle {\frac {\sqrt {2}}{4}}{\sqrt {\frac {1}{\sqrt {2}}}}={\frac {\sqrt[{4}]{2}}{4}}\approx 0,297}m  en longueur

Les formats A, B et C

Diagonales
Vu que le rapport entre la longueur et la largeur est de 1:√2, et que la diagonale peut se voir comme l’hypoténuse d'un triangle rectangle de côtés 1 et √2, alors le théorème de Pythagore (le carré de la longueur de l’hypoténuse est égal à la somme des carrés des 2 autres côtés) indique que la diagonale est égale à √3 × la longueur du petit côté.
En effet, si on nomme la diagonale D et les côtés l et L (de longueur l × √2), alors D² = l² + L² = l² + (√2 l)² = l² + 2 × l² = 3 × l², ou encore D = √3 × l, soit environ 1,732 fois le petit côté.
|     | Dimensions | Diagonale | Diagonale |
|     |            | mm        | po        |
| --- | ---------- | --------- | --------- |
| A0  | 841 × 1189 | 1456,37   | 57,34     |
| A1  | 594 × 841  | 1029,62   | 40,54     |
| A2  | 420 × 594  | 727,49    | 28,64     |
| A3  | 297 × 420  | 514,4     | 20,25     |
| A4  | 210 × 297  | 363,74    | 14,32     |
| A5  | 148 × 210  | 256,91    | 10,11     |
| A6  | 105 × 148  | 181,46    | 7,14      |
| A7  | 74 × 105   | 128,46    | 5,06      |
| A8  | 52 × 74    | 90,44     | 3,56      |
| A9  | 37 × 52    | 63,82     | 2,51      |
| A10 | 26 × 37    | 45,22     | 1,78      |

## Formats de papier bruts
L'ISO définit également deux séries de formats bruts destinés au massicotage, pour la production de documents dans un format de la série A.

## Compatibilité des documents aux formats ISO A4 etUS Letter
Le format lettre A4 est rarement utilisé en Amérique du Nord, qui préfère un papier au format US Letter, en dépit du fait que des documents soient difficiles à agrandir ou à réduire sur des formats plus grands ou plus petits.
Les dimensions minimales communes des formats A4 (210 × 297 mm = 8,3 × 11,7 in) et US Letter (216 × 279 mm = 8,5 × 11 in) et la nécessité de laisser des marges suffisantes d'au moins 20 mm (0,7 in) sur les côtés et 15 mm (0,6 in) sur les entêtes et pieds de page impliquent que la surface d'impression utilisable devrait être réduite au maximum à 170 × 249 mm (6,7 × 9,8 in) en orientation normale.
Si un document électronique (par exemple PDF) est préformaté pour un type de papier, il risque de ne pas s'imprimer correctement ou totalement sur l'autre. Aussi, la RFC 2346 recommande d'adapter la mise en page des documents normalement mis en page :
au format A4 en orientation normale (verticale ou portrait) 210 × 297 mm (8,3 × 11,7 in)
- conserver les marges horizontales recommandées de 20 mm (0,8 in) ;
- ajouter 18 mm (0,7 in) aux marges verticales recommandées de 15 mm (0,6 in) et
- s'assurer que les entêtes, pieds et numéros de page ne débordent pas verticalement dans ces marges étendues ;
- la zone d'impression totale utilisable mesure alors 170 × 231 mm (6,7 × 9,1 in) ;

au format A4 en orientation renversée (horizontale ou paysage) 297 × 210 mm (11,7 × 8,3 in)
- conserver les marges verticales recommandées de 15 mm (0,6 in),
- ajouter 18 mm (0,7 in) aux marges latérales recommandées de 15 mm (0,8 in) de chaque côté et
- s'assurer que les entêtes, pieds et numéros de page ne débordent pas des deux côtés dans ces marges étendues ;
- la zone d'impression totale utilisable mesure alors 231 × 170 mm (6,7 × 9,1 in) ;

au format US Letter en orientation normale (verticale ou portrait) 216 × 279 mm (8,5 × 11 in)
- conserver les marges verticales recommandées de 15 mm (0,6 in),
- conserver les marges latérales recommandées de 20 mm (0,8 in) du côté de la reliure (à gauche pour la première page et les autres pages impaires),
- ajouter 6 mm (0,2 in) aux marges latérales recommandées de 20 mm (0,8 in) du côté extérieur (à droite pour la première page et les autres pages impaires) et
- s'assurer que les entêtes, pieds et numéros de page ne débordent horizontalement pas du côté extérieur dans ces marges étendues ;
- la zone d'impression totale utilisable mesure alors 170 × 249 mm (6,7 × 9,8 in) ;

au format US Letter en orientation renversée (horizontale ou paysage) 279 × 216 mm (11 × 8,5 in)
- conserver les marges horizontales recommandées de 21 mm (0,8 in),
- ajouter 6 mm (0,2 in) aux marges verticales recommandées de 15 mm (0,6 in) et
- s'assurer que les entêtes, pieds et numéros de page ne débordent verticalement pas dans ces marges étendues ;
- la zone d'impression totale utilisable mesure alors 237 × 174 mm (9,3 × 6,9 in).

Pour le quatrième cas, le document semble dépasser de 4 mm la limite verticale basse, mais il sera malgré tout correct si ce document US Letter renversé est imprimé sur du papier A4 renversé, plus étroit en hauteur, car ce léger dépassement reste dans la limite du papier A4, et les imprimantes savent imprimer un peu au-delà de la limite du papier (en fait à droite avant renversement) afin de fonctionner avec du papier US Letter plus large. De plus, sur du papier A4, la marge basse du document gardera une marge encore suffisante de 11 mm.
Dans le cas des impressions en mode paysage, ces recommandations supposent que la reliure reste latérale (de même que les perforations éventuelles de 8 mm, centrées à 12 mm du bord du papier) ; si la reliure est en haut ou en bas (par exemple si le document est principalement en mode portrait mais comprend des pages renversées), il faut utiliser les recommandations applicables au mode portrait, en inversant les dimensions des marges horizontales et verticales indiquées ci-dessus.

## Format A6
Il peut être appelé format cabinet.